# Католицизм в Габоне
Католицизм в Габоне или Католическая церковь в Габоне является частью всемирной Католической церкви. Централизованным органом Католической церкви в Габоне является Конференция католических епископов Габона, объединяющая габонских епископов. Численность католиков в Габоне составляет около 650 тысяч человек (55 % от общей численности населения ).

## История
Первые католические миссионеры стали прибывать на территорию современного Габона вместе с португальскими мореплавателями в конце XV века. С 1673 года на территории нынешнего Габона действовала миссия францисканцев-капуцинов. После основания французами Либревиля в 1849 году первым епископом этого города был назначен французский миссионер из монашеской конгрегации Святого Духа Жан-Реми Боссо. В 1878 году французскими миссионерами началась систематическая миссионерская деятельность внутренних районов страны. В 1890 году Святой Престол учредил Апостольский викариат Габона, который в 1947 году был переименован в апостольский викариат Либревиля. В 1958 году территория современного Габона вошла в юрисдикцию митрополии Либревиля. В 1899 году африканец — житель Габона был впервые рукоположен в священники, а в 1961 году первым епископом-габонцем стал Франсуа Ндонг.
31 октября 1967 года Римский папа Павел VI издал бреве «Quantum utilitatis», которым назначил апостольского нунция в Габоне.
В 1982 году Римский папа Иоанн Павел II совершил пастырский визит в Габон. 12 декабря 1977 года между Святым Престолом и Габоном был заключён конкордат.

## Церковная структура
В Габоне действуют в настоящее время 1 митрополия, 4 епархии, 1 Апостольская префектура и 65 приходов:
- Архиепархия Либревиля;
- Епархия Франсвиля;
- Епархия Муилы;
- Епархия Оема;
- Епархия Порт-Жантиля;
- Апостольская префектура Макоку.

## Источник
- Католическая Энциклопедия, т. 1, М., изд. Францисканцев, 2002, стр. 1157, ISBN 5-89208-037-4